# Bhopāl
Bhopal (hindijsko भोपाल, urdujsko بھوپال) je mesto v osrednji Indiji in prestolnica zvezne države Madja Pradeš. S približno 1,5 milijona prebivalcev je drugo največje v tej zvezni državi za mestom Indore.
Najbolj je znano po katastrofi, ko je 3. decembra 1984 izpust strupenega plina (metil izocianata) iz kemične tovarne Union Carbide ubil najmanj 14.000 ljudi, več kot 200.000 je bilo poškodovanih.